# Bla Bla Bla (Lied)
Bla Bla Bla ist ein Lied des italienischen DJs und Musikproduzenten Gigi D’Agostino. Der Song ist die erste Singleauskopplung seines zweiten Studioalbums L’amour toujours und wurde am 17. Mai 1999 veröffentlicht.

## Musikstil und Produktion
Bla Bla Bla ist dem Musikgenre Elektronische Tanzmusik, genauer dem Italo Disco zuzuordnen. Der Song wurde von Gigi D’Agostino selbst produziert und geschrieben. Alle enthaltenen Wortsilben sampelte er dabei aus dem Lied Why Did You Do It? von der britischen Bluesrock-Band Stretch.

“Ab ab thin, wha-been

Ab been thin, wha-been

Been been thin, wha-been

Ab-wha-two-been thin, wha-been”

## Musikvideo
Das zu Bla Bla Bla veröffentlichte Musikvideo wurde von Andreas Hykade und Ged Haney entworfen. Es ist komplett animiert und verzeichnet auf YouTube über 180 Millionen Aufrufe (Stand Januar 2023). Das Video zeigt eine Zeichentrickfigur, die stilistisch an La Linea angelehnt ist und auf einer weißen Linie vor schwarzem Hintergrund läuft. Dabei trifft die Figur auf einen Hai, der ihr erst den Weg versperrt und sie dann umkreist, während sie weiterläuft, wobei der Hai sein Maul rhythmisch zur Musik öffnet und schließt. Nach einigen Interaktionen zwischen den beiden wird der Kopf der Figur selbst zu einem Haifischkopf. Am Ende des Videos steht die Figur einem riesigen Elefanten gegenüber.

## Single

### Covergestaltung
Das Singlecover zeigt Gigi D’Agostinos Gesicht und direkt darüber das weiße chinesische Schriftzeichen „wǔ“, das für „tanzen“ steht. Am oberen Bildrand befindet sich der Titel Bla Bla Bla in Rot, während der Schriftzug Gigi D’Agostino in Weiß am unteren Bildrand steht. Links und rechts im Bild sind außerdem rote japanische Schriftzeichen zu sehen. Der Hintergrund ist schwarz gehalten.

### Titelliste
1. Bla Bla Bla (Radio Cut) – 3:11
2. Bla Bla Bla (Abbentenza Mix) – 6:55
3. Voyage (Africanismo Mix) – 15:07

### Chartplatzierungen
Bla Bla Bla stieg am 24. Januar 2000 auf Platz 96 in die deutschen Singlecharts ein und erreichte am 17. und 24. April 2000 mit Rang vier die höchste Platzierung. Insgesamt hielt sich der Song 24 Wochen lang in den Top 100, davon elf Wochen in den Top 10. In Österreich belegte das Lied Position drei, in Italien Platz sechs und in der Schweiz Rang 16. In den deutschen Single-Jahrescharts 2000 erreichte es Position 18.
| ChartsChartplatzierungen     | Höchstplatzierung | Wochen |
| ---------------------------- | ----------------- | ------ |
| Deutschland (GfK)            | 4 (24 Wo.)        | 24     |
| Österreich (Ö3)              | 3 (34 Wo.)        | 34     |
| Schweiz (IFPI)               | 16 (15 Wo.)       | 15     |
| Vereinigtes Königreich (OCC) | 87 (1 Wo.)        | 1      |
| Italien (FIMI)               | 6 (2 Wo.)         | 2      |

| ChartsJahrescharts (2000) | Platzierung |
| ------------------------- | ----------- |
| Deutschland (GfK)         | 18          |
| Österreich (Ö3)           | 24          |

### Auszeichnungen für Musikverkäufe
Bla Bla Bla erhielt im Jahr 2000 in Deutschland für mehr als 250.000 verkaufte Einheiten eine Goldene Schallplatte.

| Land/Region        | Auszeichnungen für Musikverkäufe (Land/Region, Auszeichnung, Verkäufe) | Verkäufe |
| ------------------ | ---------------------------------------------------------------------- | -------- |
| Deutschland (BVMI) | Gold                                                                   | 250.000  |
| Frankreich (SNEP)  | Silber                                                                 | 125.000  |
| Italien (FIMI)     | Platin                                                                 | 70.000   |
| Österreich (IFPI)  | Platin                                                                 | 50.000   |
| Insgesamt          | 1× Silber · 1× Gold · 2× Platin ·                                      | 495.000  |